# Grevillea obtusiflora
Grevillea obtusiflora é uma espécie de planta com flores da família Proteaceae, sendo endêmica de uma pequena área do leste de Nova Gales do Sul. Trata-se de um arbusto baixo, espalhado a ereto, com muitos caules, folhas estreitas elípticas a oblongas ou lineares a estreitamente ovadas com a extremidade mais estreita voltada para a base, e flores rosadas a vermelho-rosadas e creme com um estilete vermelho.

## Descrição
Grevillea obtusiflora é um arbusto que varia de espalhado a ereto, geralmente alcançando de 0,2 a 1 metro de altura, com múltiplos caules. Suas folhas são estreitas, elípticas a oblongas ou lineares a estreitamente ovadas, medindo na maioria dos casos de 20 a 30 mm de comprimento e de 1 a 4 mm de largura, com as bordas curvadas para baixo ou enroladas, às vezes cobrindo a superfície inferior sedosa e peluda. As flores formam cachos, por vezes ramificados, nas extremidades dos ramos, cada cacho com até seis flores sobre um ráquis lanoso e peludo de 1,5 a 3 mm de comprimento. As flores são rosa a vermelho-rosadas e creme, com um estilete vermelho, e o pistilo geralmente mede de 18 a 23 mm de comprimento. O período de floração varia conforme a subespécie, e o fruto é um folículo estreito e elíptico de 11 a 13,5 mm de comprimento.

## Taxonomia
Grevillea obtusiflora foi formalmente descrita em 1830 por Robert Brown em sua obra Supplementum primum Prodromi florae Novae Hollandiae [en], a partir de espécimes coletados por Allan Cunningham nas Montanhas Azuis em 1822. O epíteto específico (obtusiflora) significa "flores arredondadas".
Duas subespécies de G. obtusiflora tiveram seus nomes aceitos pelo Censo Australiano de Plantas [en]:
- Grevillea obtusiflora subsp. fecunda Makinson [en][7] possui folhas de 1,0 a 1,2 mm de largura, com as bordas curvadas ou enroladas, ocultando a maior parte da superfície inferior, e o pistilo geralmente mede de 20 a 23 mm de comprimento. A floração ocorre de agosto a dezembro. Essa subespécie se reproduz apenas por rizomas e não desenvolve frutos.[8][9]

- Grevillea obtusiflora R.Br. subsp. obtusiflora[10] tem folhas de 1,5 a 5 mm de largura, com as bordas curvadas ou enroladas, mas deixando a maior parte da superfície inferior exposta, e o pistilo geralmente mede de 15 a 19 mm de comprimento. A floração ocorre de julho a outubro. Essa subespécie se reproduz por rizomas e desenvolve frutos.[11][12]

## Distribuição e habitat
A subespécie fecunda cresce em florestas baixas e abertas perto de rochas de arenito na bacia do rio Capertee [en], a cerca de 570 metros de altitude, enquanto a subespécie obtusiflora é conhecida apenas por poucas coletas perto de Clandulla [en], onde ocorre no sub-bosque de florestas.

## Conservação
Ambas as subespécies de G. obtusiflora são classificadas como "em perigo" pelo governo australiano, sob o Estatuto de Proteção Ambiental e Conservação da Biodiversidade de 1999, e pelo governo de Nova Gales do Sul, sob a Lei de Conservação da Biodiversidade de 2016 de Nova Gales do Sul. As principais ameaças às subespécies incluem alterações nos regimes naturais de fogo, atividades de manejo de estradas, uso inadequado da terra e o pequeno tamanho das populações de ambas as subespécies. Um plano de recuperação foi elaborado.